# Loma Corazón
Loma Corazón är en ort i Mexiko.   Den ligger i kommunen Santiago Tlazoyaltepec och delstaten Oaxaca, i den sydöstra delen av landet, 400 km sydost om huvudstaden Mexico City. Loma Corazón ligger 2 684 meter över havet och antalet invånare är 144.
Terrängen runt Loma Corazón är kuperad åt sydväst, men åt nordost är den bergig. Loma Corazón ligger uppe på en höjd. Runt Loma Corazón är det ganska glesbefolkat, med 29 invånare per kvadratkilometer. Närmaste större samhälle är San Lorenzo Cacaotepec, 19,9 km nordost om Loma Corazón. I omgivningarna runt Loma Corazón växer i huvudsak blandskog.